# Midori (гурт)
Midori (яп. ミドリ)(яп. ミドリ) — це японський джаз-панк ф'южен гурт, який складався з чотирьох учасників та був створений 2003 року у місті Осака, Japan. Публічне розформування гурту було оголошено вокалісткою Маріко Ґото 25 грудня 2010 року, разом з назвою останнього виступу «Прощавайте, пані Ґото», яке було зігране 28 грудня 2010 р.
Гурт випустив п'ять альбомів — останні три вийшли під знаком великого японського лейблу (Sony Japan.)

## Склад гурту
後藤まりこ (Маріко Ґото) — гітари/спів
ハジメ (Хаджиме) — клавішні/піаніно
小銭喜剛 (Йошиката Козені) — барабани
岩見のとっつあん (Кейґо Івамі) — бас (спочатку був сесійним учасником)

## Дискографія

### Альбоми
- ファースト (First) (November 25, 2005) CPAR-2004
- セカンド♥ (Second) (April 4, 2007) XQBU-1001
- 清水 (Shimizu / Spring Water) (November 21, 2007) AICL 1899—1900
- あらためまして、はじめまして、ミドリです。(Hello everyone. Nice to meet you. We are Midori) (May 14, 2008) AICL-1919
- ライヴ!! (Live!!) (November 15, 2008) AICL-1969
- shinsekai (May 19, 2010) AICL-2122

### DVD
- 初体験 (Initial Experience) (October 7, 2009; recorded June 6, 2009) AIBL-9179
- さよなら、後藤さん。 (Goodbye, Gotō-san) (April 6, 2011; recorded December 30, 2010) AIBL-9213 (limited edition: AIBL-9211)

### Синґли
- Swing (March 18, 2009) AICL-2003 (Bonus DVD Edition: AICL-2004)

## Зовнішні ланки
- Midori official site [Архівовано 8 квітня 2007 у Wayback Machine.]
- Midori official MySpace [Архівовано 6 березня 2016 у Wayback Machine.]
- Generasia entry [Архівовано 8 липня 2017 у Wayback Machine.]